# Manuel Rubey
Pour les articles homonymes, voir Rubey.
Manuel Rubey, né le 26 mars 1979 à Vienne (Autriche), est un chanteur, acteur et artiste de cabaret autrichien.

## Biographie
Manuel Rubey étudie la philosophie et les sciences politiques pendant quatre semestres. Il suit une formation d'acteur à la Krauss Drama School de Vienne et joue dans divers courts métrages.

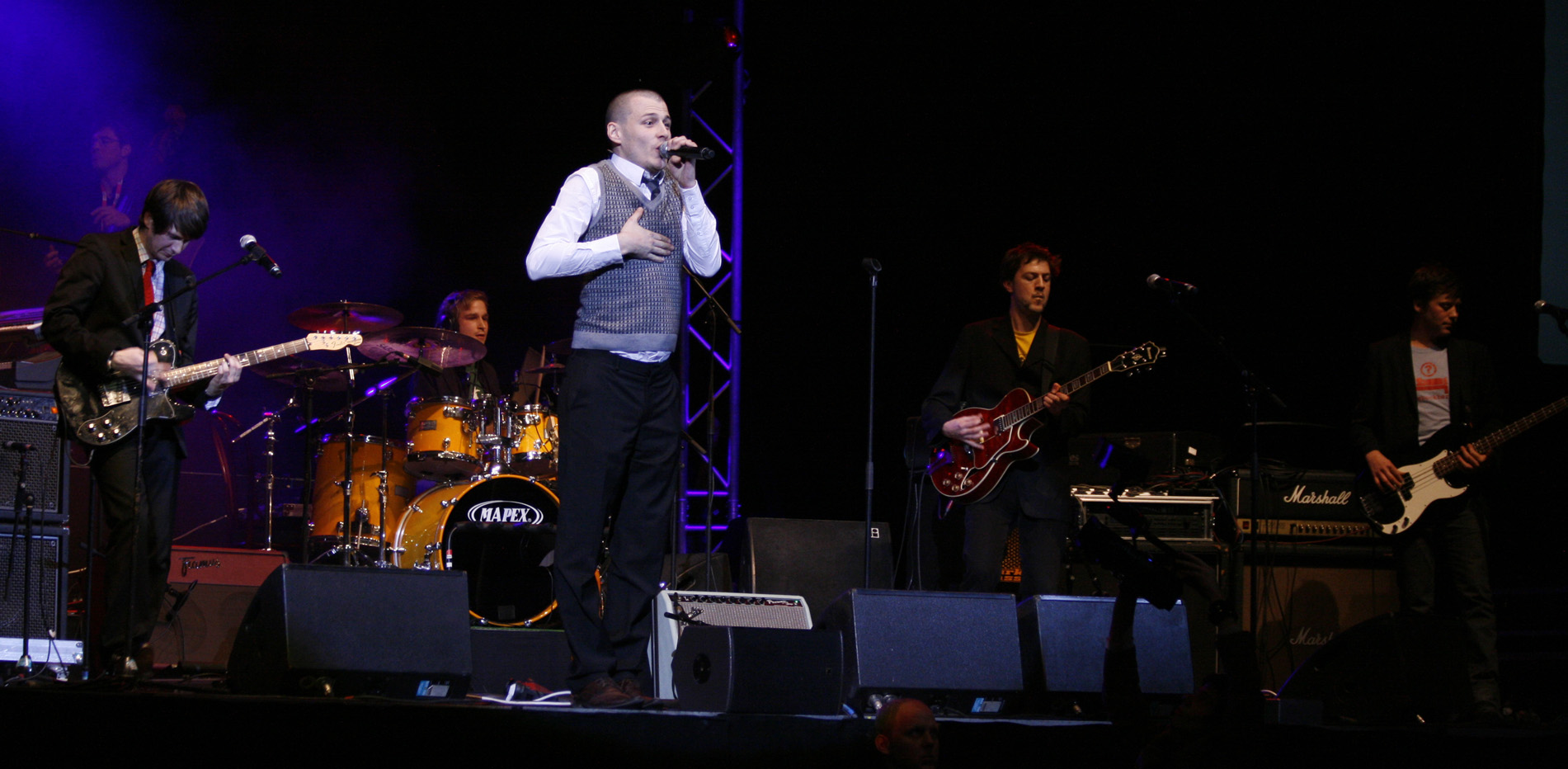
Moonshine (2008).

De 2004 à 2006, Rubey travaille comme acteur de théâtre au Landestheater Linz à l'u\hof (de) : division théâtre pour enfants et adolescents. Il  apparait également dans les pièces Picoletto (2006) et King Lear (2007).
En janvier 2020, il crée son premier programme de cabaret solo, Goldfisch, à la Wiener Stadtsaal,. Le 20 août 2020, son premier livre parait, Noch einmal schlafen, dann ist morgen. À l'automne 2020, le thriller télévisé ORF/MDR Jeanny – Das 5. Mädchen avec Manuel Rubey dans le rôle principal du conseiller fiscal Johannes Bachmann et Theresa Riess dans le rôle-titre, l'intrigue du film s'est inspirée des motifs de la chanson Jeanny de Falco,. Pour son rôle dans ORF-Landkrimi Vier, il reçut le prix spécial du meilleur jeu d'acteur au Baden-Baden TV Film Festival 2022 avec Laurence Rupp,.
En plus de ses activités professionnelles, Rubey soutient divers projets sociaux et campagnes contre l'extrémisme de droite. Sur sa page d'accueil, il s'est prononcé en faveur de la démission du troisième président du Conseil national de l'époque, Martin Graf (FPÖ). En 2016, il faisait partie du comité des personnes sur la candidature présidentielle d'Alexander Van der Bellen. Rubey est marié depuis 2019.
En avril 2021, Rubey participe à la campagne #allesdichtmachen, dans laquelle des acteurs de premier plan ont commenté de manière ironique et satirique les mesures prises pour contenir la pandémie de COVID-19. L'action est controversée. Rubey publie une déclaration peu de temps après la sortie, s'excusant auprès de ceux qu'il avait « blessés de quelque manière que ce soit » et expliquant les circonstances dans lesquelles sa vidéo a vu le jour et qu'il se retire maintenant du débat. Il supprime sa vidéo, dont il tient toujours derrière le texte sur l'importance de l'art,.

## Filmographie partielle

### Au cinéma
- 2007 : Jump
- 2008 : Falco – Verdammt, wir leben noch!
- 2008 : Echte Wiener – Die Sackbauer-Saga (de)
- 2009 : Initiation  (Blutsfreundschaft)
- 2010 : Paradeisiana  (court métrage)
- 2010 : Die Mutprobe
- 2010 : Goebbels et le Juif Süss : Histoire d'une manipulation   (Jud Süß – Film ohne Gewissen)
- 2010 : Tag und Nacht
- 2010 : Echte Wiener 2 – Die Deppat’n und die Gspritzt’n (de)
- 2011 : Brand de Thomas Roth (de)
- 2011 : Wie man leben soll (de)
- 2013 : Zweisitzrakete (de)
- 2013 : Die Werkstürmer (de)
- 2014 : High Performance – Mandarinen lügen nicht (de) (High Performance) de Johanna Moder
- 2015 : Gruber geht
- 2016 : Aus der Haut (de)
- 2016 : Was hat uns bloß so ruiniert
- 2016 : Kater
- 2017 : High Society (de)
- 2018 : Feierabendbier (de)
- 2019 : Leberkäsjunkie
- 2019 : Waren einmal Revoluzzer (de)
- 2022 : Corsage :   Louis II de Bavière
- 2023 : Am Ende wird alles sichtbar
- 2023 : Weihnachtspäckchen … haben alle zu tragen
- 2024 : Die Herrlichkeit des Lebens
- 2024 : 80 Plus

### À la télévision
- 2007 : SOKO Kitzbühel (de) (série télévisée)
- 2008 : Tatort (série télévisée, épisode Exitus)
- 2008 : Schnell ermittelt (de)(série télévisée)
- 2009 : SOKO Donau (de) (série télévisée)
- 2009 : Tatort (série télévisée, épisode Kinderwunsch)
- 2010 : Sang chaud et Chambre froide (Aufschneider, téléfilm en deux parties)
- 2010 : Die Spätzünder (de) (téléfilm)
- 2011–2014 : Borgia  (série télévisée)
- 2011 : Der Wettbewerb (de) (téléfilm)
- 2011 : fauner consulting (de)  (série Internet[13])
- 2012 : Braunschlag  (série télévisée)
- 2012 : Meine Tochter, ihr Freund und ich (de)  (téléfilm)
- 2012 : Stralsund (de)  (série télévisée, épisode  Blutige Fährtee)
- 2012 : Hubert und Staller (de) (série télévisée)
- 2014 : Boͤsterreich (de) (série télévisée)
- 2014 : Die Fremde und das Dorf (de) (téléfilm)
- 2016 : Seit Du da bist (de) (téléfilm)
- 2016 : Landkrimi (de)  (série télévisée, épisode Drachenjungfrau)
- 2017 : Treibjagd im Dorf (de) (téléfilm)
- 2017 : Stadtkomödie (de) (série télévisée, épisode Die Notlüge)
- 2018 : The Team (série télévisée, épisode 2e saison)
- 2018 : Tatort  (série télévisée, Der Mann, der lügt)
- 2019 : Unter anderen Umständen (de) (série télévisée, épisode Im finsteren Tal (de))
- 2019 : Das dunkle Paradies (de) (série télévisée, épisode Das dunkle Paradie)
- 2019 : Irgendwas bleibt immer (thriller télévisé)
- 2019 : Wilsberg (de) (série télévisée, épisode Minus 196° (de))
- 2020 : Annie – kopfüber ins Leben (de) (téléfilm)
- 2020 : Dennstein & Schwarz – Rufmord (de) (série télévisée)
- 2020 : Louis van Beethoven (téléfilm)
- 2020 : Die Chefin (série télévisée, épisode Gesundes Bayern)
- 2020 : Marie Brand und die Liebe zu viert (de) (série télévisée)
- 2020 : Division criminelle (série télévisée, épisode Tod eines Elefanten)
- 2021 : Faltenfrei (de) (téléfilm)
- 2021 : Flammenmädchen (de) (série télévisée)
- 2021 : Vier (de) (série télévisée)
- 2022 : Jeanny – Das fünfte Mädchen (de) (téléfilm)
- 2022 : Die Glücksspieler (de) (série télévisée)
- 2023 : Abenteuer Weihnachten – Familie kann nie groß genug sein
- 2024 : Ewig Dein
- 2024 : Verstehen Sie Spaß?

## Récompenses et distinctions
- 2008 : Undine Award du meilleur premier long métrage pour son rôle dans Falco – Verdammt, wir leben noch!
- 2012 : Prix autrichien du cabaret pour Triest (avec Thomas Stipsits)
- 2016 : Ybbser Joker (avec Thomas Stipsits)[14]

- (en) Manuel Rubey: Awards, sur l'Internet Movie Database